# 2018年美國職棒大聯盟美日明星賽
2018年美國職棒大聯盟美日明星賽為第12屆美國職棒大聯盟美日明星賽，由美國職棒大聯盟球員組成的全明星隊對戰日本棒球代表隊。賽事一共打六場。日本棒球代表隊教練稲葉篤紀把本次比賽視作備戰2020東京奧運。

## 歷程
2018年5月1日美國職棒大聯盟宣佈於2018年球季結束後將派出全明星隊前往日本與日本武士隊比賽。比賽將於11月9日至15日舉行，雙方對戰6場。
8月20日，日本武士隊宣佈將和中華台北舉行熱身賽， 並宣佈初步入選的五名教練及六名球員。
9月10日，大聯盟及球員工會宣佈首八名入選的MLB球員。
10月9日，菅野智之宣佈退出日本武士隊。
10月10日，日本武士隊公佈全部28名球員名單。
10月15日，中華隊公佈全部24名球員名單。
10月18日，東克樹宣佈退出日本武士隊。
10月26日，石山泰稚及筒香嘉智宣佈退出日本武士隊。
10月29日，克里斯蒂安·葉力奇宣佈退出MLB全明星隊。 同日，MLB正式宣佈所有出場球員名單。
在11月3-4日，大聯盟明星隊首次前往夏威夷並在當地舉行兩場熱身賽。

## 結果
表演賽
| 比賽 | 日期 / 時間 (JST) | 主隊       | 比數 | 客隊     | 長度 | 地點     | 參考   |
| ---- | ----------------- | ---------- | ---- | -------- | ---- | -------- | ------ |
| 1    | 11月7日           | 日本武士隊 | 5-6  | 中華台北 |      | 福岡巨蛋 | [ 15 ] |
| 2    | 11月8日 / 6pm     | MLB全明星  | 9-6  | 讀賣巨人 |      | 東京巨蛋 |        |

系列賽
| 比賽 | 日期 / 時間 (JST) | 主隊       | 比數 | 客隊       | 長度 | 地點                    | 參考   |
| ---- | ----------------- | ---------- | ---- | ---------- | ---- | ----------------------- | ------ |
| 1    | 11月9日 / 6pm     | 日本武士隊 | 7-6  | MLB全明星  | 3:29 | 東京巨蛋                | [ 16 ] |
| 2    | 11月10日 / 6.30pm | MLB全明星  | 6-12 | 日本武士隊 | 3:19 | 東京巨蛋                | [ 17 ] |
| 3    | 11月11日 / 7pm    | 日本武士隊 | 3-7  | MLB全明星  | 2:59 | 東京巨蛋                | [ 18 ] |
| 4    | 11月13日 / 6.30pm | MLB全明星  | 3-5  | 日本武士隊 | 3:27 | 馬自達Zoom-Zoom廣島球場 | [ 19 ] |
| 5    | 11月14日 / 7pm    | 日本武士隊 | 6-5  | MLB全明星  | 3:13 | 名古屋巨蛋              | [ 20 ] |
| 6    | 11月15日 / 6pm    | 日本武士隊 | 4-1  | MLB全明星  | 3:07 | 名古屋巨蛋              | [ 21 ] |

## 外部連結
- . 野球日本代表 侍ジャパン オフィシャルサイト.   [2018-11-13]. （原始内容存档于2020-11-03） （日语）.
- . NPB.jp 日本野球機構.   [2018-11-13]. （原始内容存档于2020-11-10） （日语）.